# 尼尔斯·施通普
尼尔斯·施通普（德語：Nils Stump，1997年4月12日—），瑞士男子柔道运动员，2023年世界柔道锦标赛男子73公斤级金牌得主、2024年世界柔道锦标赛男子73公斤级铜牌得主。